# 대구직업능력개발원
대구직업능력개발원은 고용노동부 산하 한국장애인고용공단 산하기관으로, 대구광역시 달서구 용산동에 있다. 공공 직업능력개발훈련기관으로 장애인의 직업안정과 고용확대를 목적으로 2002년 10월에 개원하였다. "기업과 장애인이 선호하는 센터"라는 기치아래 기업이 원하는 우수인력 양성을 위하여 융복합훈련(스마트경영, 3D기계설계, 지능형시스템, IT사무기술, 지능형로봇, 비즈니스콘텐츠디자인)과 특화훈련(반도체디스플레이, 제조기술, 스마트사무행정), 일반훈련(디지털리터러시, MOS Master) 과정을 운영하고 있다.